# 王毅斋 (1896年)
王毅斋（1896年—1972年），男，河南杞县人，中华人民共和国政治人物，民盟成员。曾任中南军政委员会委员、河南省人民委员会委员、省文委副主任。早年留学德国、奥地利，1928年底毕业于维也纳大学，获经济学博士学位。反右运动中划为右派，文革中下放农村劳动，因病死亡。

## 生平
1930年河南大学经济系任教授。九·一八事变后，常被邀请到公共场所作抗日救国演讲，因而引起国民党河南当局的仇视，学校遂以思想左倾罪名于1935年暑假将他解聘。
1954年，当选第一届全国人民代表大会代表。
1957年，他被划为右派，成为少数民族六大右派(龙云、黄现璠、欧百川、王毅斋、马松亭、向达)之一, 送新乡师范学院监督劳动。
文革中再次受到迫害，下放封丘县农村劳动，1972年9月因病回到新乡逝世，终年76岁。
中共河南省委于1979年7月为其平反。